# Богдо-гэгэн VII
Агваанчойжинванчугпэрэнлайжамц (монг. Агваанчойжинванчүгпэрэнлайжамц; 1847—1868) — Богдо-гэгэн VII — седьмой Халха-Джебдзун-Дамба-хутухта, первоиерарх монгольских буддистов.

## Биография
Родился в окрестностях Лхасы в семье Мягмара и Норбу Лхамо. Был признан хубилганом в 1851 году и перевезён в Их-Хурэ. До двенадцати лет прилежно учился, снискав уважение учителей; привязался к старику-слесарю, учившему его вытачивать из дерева бурханы.
Ургинский наместник из рода Сэцэн-ханов начал знакомить Богдо-гэгэна со светской жизнью столицы. После шестнадцати лет он увлёкся стрельбой из лука, весёлыми прогулками за городом, пирами, табаком и обществом проституток, раздаривая друзьям драгоценные подарки из собственной казны. Сыновья Сэцэн-хана Артасэда познакомили его со своей сестрой, с которой Богдо-гэгэн VII начал жить мирской жизнью. Скончался 17 декабря 1868 года в возрасте 19 лет.